# 1999 (Album)
1999 ist das fünfte Studioalbum des US-amerikanischen Musikers Prince, wobei er alle Songs arrangierte, komponierte und produzierte. Es erschien am 27. Oktober 1982 als Doppelalbum bei dem Label Warner Bros. Records. Die Musik zählt zu den Genres Contemporary R&B, Electro Funk, elektronische Tanzmusik, Funk und Pop, die Liedtexte handeln überwiegend von Liebe und sexuellen Anzüglichkeiten. Als Gastsängerinnen wirken Jill Jones, Lisa Coleman, Vanity und Wendy Melvoin mit.
Mit 1999 gelang Prince im Jahr 1983 der Crossover in den USA und es war sein erstes Album, das die Top Ten der US-amerikanischen Hitparade erreichte; es wurde über vier Millionen Mal verkauft und erhielt Mehrfach-Platin. Zudem enthält es mit Little Red Corvette seinen ersten Top-Ten-Single-Hit in den USA. Die 1999-Tournee war kommerziell ebenfalls erfolgreich und spielte zehn Millionen US-Dollar ein.
Musikkritiker bewerteten das Doppelalbum hervorragend und im Jahr 2008 wurde 1999 in die Grammy Hall of Fame aufgenommen. 2020 wählte das US-Musikmagazin Rolling Stone das Album auf Platz 130 der Die 500 besten Alben aller Zeiten.
Am 29. November 2019 veröffentlichten NPG Records und Warner Bros. Records postum eine überarbeitete Version des Originalalbums mit Namen 1999 Super Deluxe.

## Entstehung

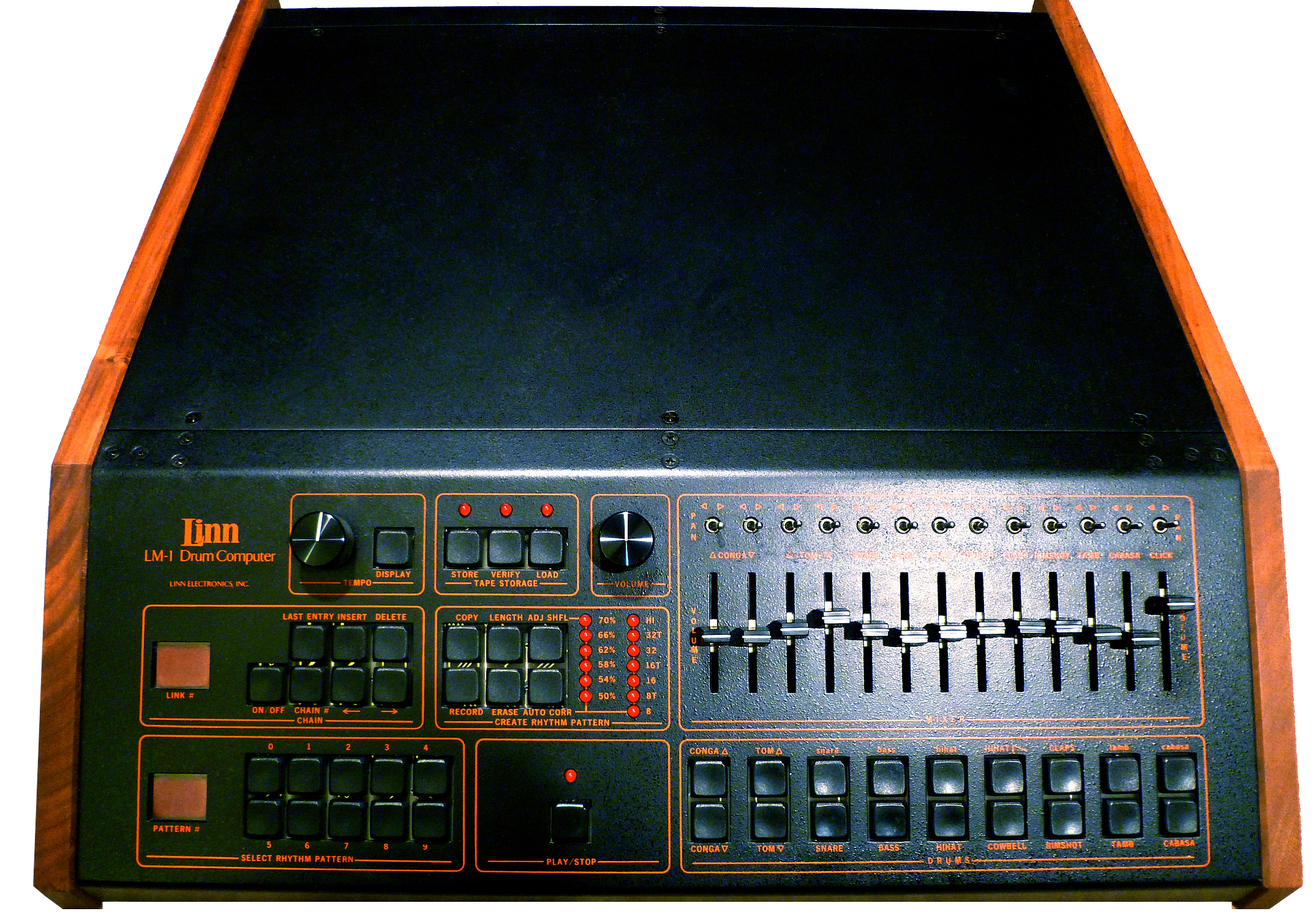
Linn LM-1 Drum Computer

Alle Albumsongs nahm Prince im Jahr 1982 auf, die meisten davon im Tonstudio Sunset Sound in Los Angeles in Kalifornien, wobei er bei fast jedem Song einen Linn LM-1 Drumcomputer benutzte, der damals neu auf den Markt kam. Dieser Drumcomputer ermöglichte ihm, seine Songs und Alben schneller als zuvor in den Jahren aufzunehmen. Als Toningenieurin fungierte unter anderem Peggy McCreary, mit der Prince bis einschließlich 1986 zusammenarbeitete. Parallel zu den Albumaufnahmen von 1999 war Prince auch an Alben seiner damaligen Nebenprojekte der Bands Vanity 6 und The Time beschäftigt.
Am 14. Januar 1982 nahm Prince im Sunset Sound den Song International Lover auf, den er ursprünglich auf dem Album What Time Is It? (Erstveröffentlichung: August 1982) von The Time platzierten wollte. Er entschied sich später aber um. Postum wurde im November 2019 auf dem Album 1999 Super Deluxe eine Version mit Morris Day von The Time am Schlagzeug veröffentlicht. Außerdem ist auf dem Album Piano & A Microphone 1983 (2018) eine Akustikversion zu hören, die Prince im Oktober 1983 aufgenommen hatte und nur auf dem Klavier spielt. Diese Version unterscheidet sich gravierend von der auf 1999.
Den ersten Song, den Prince gezielt für 1999 einspielte, war am 21. Januar All the Critics Love U in New York. Er nahm das Stück im Sunset Sound auf, als er in dieser Zeit mit seiner Controversy-Tour unterwegs war. Vom 25. März bis zum 9. April 1982 war er wieder im Sunset Sound beschäftigt und nahm am 30. März Let’s Pretend We’re Married auf.
Von dem 20. April bis zum 10. Mai 1982 mietete Prince für drei Wochen erneut das Sunset Sound und spielte unter anderem sechs weitere Songs für das Album 1999 ein; am ersten Tag nahm er D.M.S.R. auf und am 25. April spielte er Free ein. Drei Tage später nahm Prince How Come U Don’t Call Me Anymore? auf. Als er diesen Song einspielte, hatte er ein wenig Alkohol getrunken. Er hatte McCreary beauftragt, ihm zur Aufnahme eine Flasche Wein zu bringen, um für die Ballade in die geeignete Stimmung zu gelangen. Gemäß McCreary habe Prince „wirklich hervorragende Laune“ gehabt und man könne „seine Füße auf den Klavierpedalen hören“. How Come U Don’t Call Me Anymore? platzierte er als B-Seite von der Vorab-Single 1999, zudem ist eine andere Version auf 1999 Super Deluxe zu hören. Am 28. April nahm Prince Something in the Water (Does Not Compute) auf, die Originalversion wurde ebenfalls auf 1999 Super Deluxe platziert. Am 2. Mai spielte er Automatic ein und am 9. Mai Delirious.
Am 20. Mai 1982 nahm Prince Little Red Corvette in seinem damaligen privaten Heimstudio namens Kiowa Trail Home Studio in Chanhassen in Minnesota auf; es war sein erster Song, den er mit einem Ampex MM1200 24-Mehrspurrekorder aufnahm. Zudem spielte er am 5. Juni 1982 das Stück Horny Toad ein, das er als B-Seite von der Single Delirious platzierte. Im Juli 1982 mietete Prince für wenige Tage erneut das Sunset Sound in Los Angeles und nahm am 7. Juli Lady Cab Driver auf.
Während der Albumaufnahmen beschloss Prince, 1999 als Doppelalbum veröffentlichen zu wollen, worüber sich die Chief Executive Officer bei Warner Bros. Records skeptisch zeigten; sie argumentierten, der Verkaufspreis für ein Doppelalbum könnte für potenzielle Kaufinteressenten zu teuer sein. Prince’ damalige Manager Bob Cavallo (* 1939) und Steve Fargnoli (* 1949; † 2001) gelang es aber, Warner vom Gegenteil zu überzeugen. Cavallo beschrieb Prince’ Reaktion so: „Er brüllte uns an, und dann verschwand er wieder nach Minneapolis und nahm weiter auf“.
Mitte Juli 1982 nahm Prince im Kiowa Trail Home Studio in Chanhassen mit dem Titelstück 1999 den letzten Song für das Album auf. Die Abschlussarbeiten für das Album beendete er vom 10. August bis zum 14. August 1982 im Sunset Sound in Los Angeles. Toningenieurin Peggy McCreary beschrieb die Zusammenarbeit mit Prince als überwiegend „anstrengend“, weil er ein „Workaholic“ gewesen sei und auch „morgens um vier“ gearbeitet habe. Der Druck sei „unglaublich“ gewesen. Keyboarder Dr. Fink sagte über die Albumaufnahmen nach Prince’ Tod im Jahr 2016: „Für 1999 habe ich so gut wie gar nichts eingespielt. Dez Dickerson spielte ein bisschen Gitarre in Little Red Corvette und es gab ein paar Backgroundsänger, aber das meiste hat Prince selbst eingespielt. Er konnte alles alleine machen.“
Als Prince im Januar 1983 eine vierwöchige Pause seiner 1999-Tour durch die USA einlegte, flog er nach Los Angeles und nahm vom 7. Januar bis zum 14. Januar im Sunset Sound eine Maxi-Single von Little Red Corvette auf. Den Song Irresistible Bitch spielte er am 15. September 1983 im Sunset Sound ein. Ursprünglich nahm Prince das Stück im Jahr 1981 auf – diese Version ist auf 1999 Super Deluxe platziert worden – überarbeitete es aber vollständig. Irresistible Bitch wurde im November 1983 als B-Seite der Single Let’s Pretend We’re Married veröffentlicht.

## Gestaltung des Covers
Die Gestaltung des Albumcoverss entwarf Prince selbst und zum ersten Mal gab er der Farbe Purple eine größere Bedeutung; das Cover ist in einem violetten Farbton gehalten, mit einer Vielzahl von kleinen weißen Punkten. Es enthält lediglich die Aufschriften „1999“ und „Prince“, wobei in dem Buchstaben „i“ seines Namens die Ergänzung „Prince and The Revolution“ in winzigen Buchstaben in Spiegelschrift zu lesen ist. Das Cover der Single-LP hingegen, das ein Foto von Prince in einem Zimmer stehend zeigt, enthält nicht die Ergänzung „and The Revolution“.
1999 ist das erste Prince-Album, das kein Porträtfoto von ihm auf der Vorderseite zeigt. Zudem sind auf der LP-Innenhülle und im CD-Booklet erstmals die Liedtexte abgedruckt. Ferner ist ein Bild von Prince, nackt auf dem Bauch in einem Bett liegend, zu sehen, wobei nur eine Bettdecke seinen Unterkörper bekleidet.

## Musik und Liedtexte

### Albumsongs
Die Musik ist eine stilistische Kombination aus den Musikgenres Contemporary R&B, Funk und Pop. Zudem setzt Prince Synthesizer und den Linn LM-1 als Drumcomputer ein, womit er in Musikgenres wie Electro Funk und elektronische Tanzmusik vordringt. Außerdem sind Balladen zu hören.
In den Liedtexten befasst sich Prince überwiegend mit sexuellen Themen. Diesen gewinnt er jedoch – anders als bei seinen vorangegangenen Alben – gelegentlich eine humoristische Komponente ab. Neben seinem charakteristischen Falsettgesang benutzt er auch tiefere Stimmlagen. Als Gastsängerinnen sind Jill Jones, Lisa Coleman, Wendy Melvoin und Vanity zu hören.

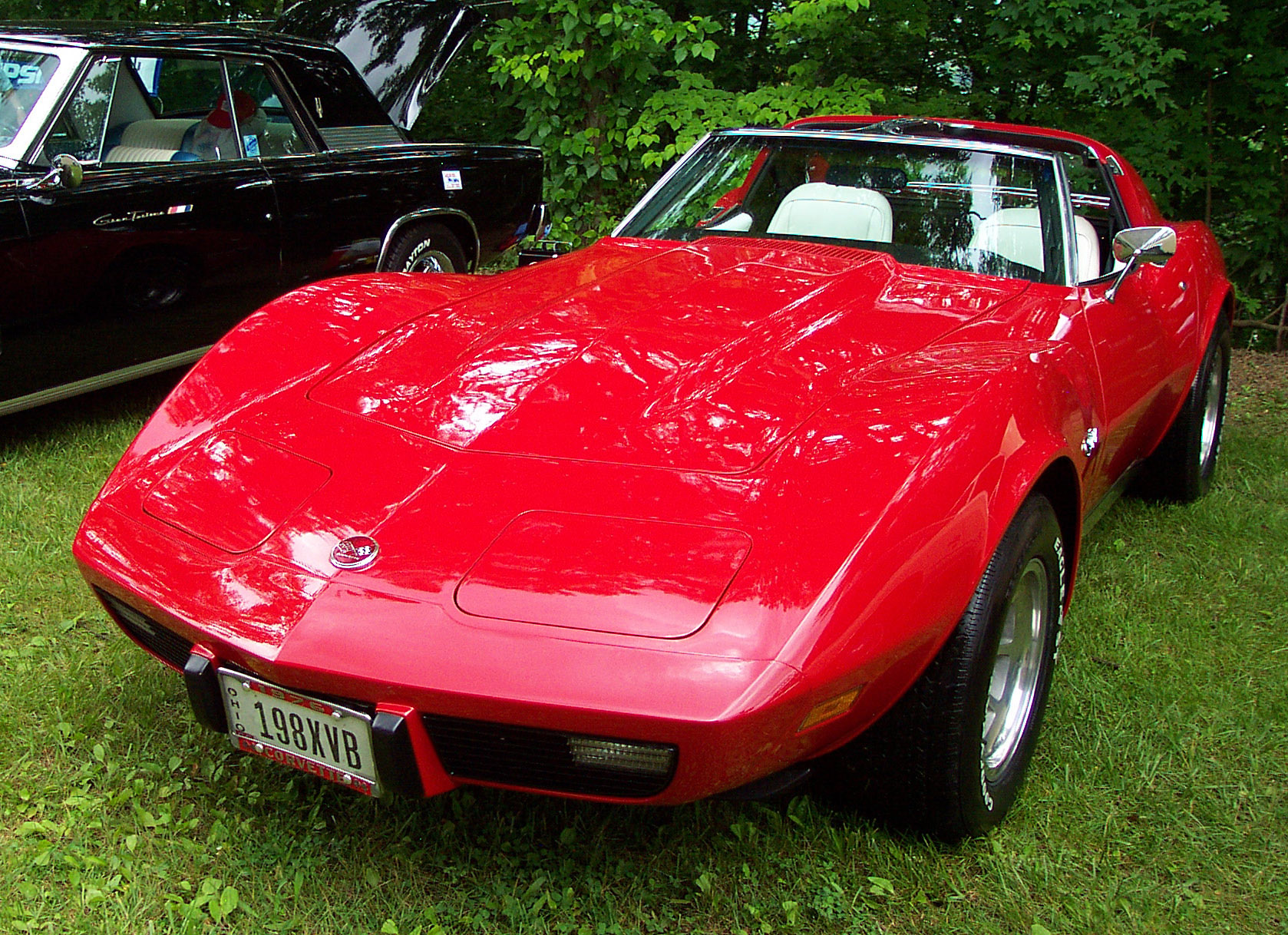
Chevrolet Corvette C3, 1982

1. 1999
Das Titelstück ist den Genres Funk und elektronische Tanzmusik zuzuordnen. Zwar schildert Prince im Liedtext Ängste vor Atomkriegen, doch dieses apokalyptische Thema ist für das Album nicht repräsentativ. Die ersten Strophen sangen er, Dez Dickson und Lisa Coleman ursprünglich gemeinsam ein. Als Prince den Song abmischte, entschied er sich aber dafür, die einzelnen Gesangsspuren voneinander zu trennen, sodass jeder eine einzelne Strophe singt. Durch den Einsatz elektronischer Geräte klingt Prince’ Stimme im Titelstück zuweilen verfremdet und der Song endet mit der Frage: „Mami, warum hat jeder eine Bombe?“[18][20][21]
2. Little Red Corvette
Der aus dem Bereich Popmusik stammende Song und der Liedtext handelt nicht von dem Sportwagen Corvette, sondern von einer Vagina.[22] Autos, Jockeys und Pferde dienen in diesem Fall als Lustmetapher.
3. Delirious
Das Stück besitzt Einflüsse von Rock ’n’ Roll und Rockabilly, im Liedtext begehrt Prince ein Mädchen, dem er sexuell nicht widerstehen kann; beispielsweise singt er: „Baby, du musst aufhören. Denn wenn du es nicht tust, werde ich explodieren – Und habe ich eine Menge“. Ganz am Ende des Songs ist mittels Soundeffekt ein plapperndes Baby zu hören.[23]
4. Let’s Pretend We’re Married
Der Song zählt ebenfalls zu den Genres Funk und elektronische Tanzmusik. Der Liedtext ist eine augenzwinkernde Hymne auf anonymen Sex, wobei Prince Bezug auf einen Blowjob nimmt; seine Freundin hat ihn gerade verlassen und er will seiner neuen Partnerin „wirklich den Geschmack“ aus ihrem „Mund ficken“. Außerdem möchte er sie „so sehr ficken, dass es weh tut. Kannst du das nachvollziehen?“, fragt er abschließend.
5. D.M.S.R.
Die Abkürzung steht für „Dance“, „Music“, „Sex“ und „Romance“. Der Song ist eine Dance-Hymne, bei der Carol McGovney und Jamie Shoop, die damals für Prince’ Management arbeiteten, sowie Toningenieurin Peggy McCreary die Backing Vocals übernahmen. Der Liedtext zelebriert, das Leben zu genießen und zu feiern. „Alles, was ich tun möchte, ist tanzen. Musik spielen, Sex-Romantik spielen und mein Bestes geben, um sich nie zu langweilen“, singt Prince beispielsweise. Ferner sagt er „Jamie Starr ist ein Dieb“, was eine Anspielung auf ein damals von ihm benutztes Pseudonym war, was er aber in den 1980er Jahren in der Öffentlichkeit absichtlich dementierte.
6. Automatic
Erneut ein Song aus den Genres Funk und elektronische Tanzmusik. Der Liedtext nimmt Bezug auf die Thematik Dominanz und Unterwerfung;[8] Prince ist „süchtig nach deinem Schmerz“ und sagt ganz am Schluss: „Jetzt muss ich dich quälen“. In den Backing Vocals sind Jill Jones und Lisa Coleman zu hören.
7. Something in the Water (Does Not Compute)
Der aus den Genres Electro Funk und elektronische Musik stammende Song handelt von einem am Boden zerstörten Prince, der mit dem Schicksal hadert, weil er bei der Frau auf Ablehnung stößt, die er begehrt. Es fühlt sich ungerecht behandelt und vermutet im Refrain: „Es muss etwas im Wasser sein“, das die Frauen trinken, „es war bei jedem Mädchen, das ich hatte, dasselbe“, behauptet er, und „warum sonst sollte eine Frau einen Mann so schlecht behandeln wollen?“
8. Free
Im Intro von der R&B-Ballade fügte Prince als Soundeffekt marschierende Stiefel sowie ein schlagendes Herz ein. Er singt vorwiegend im Falsett und sein Klavierspiel dominiert den Song. In den Backing Vocals sind Jill Jones, Lisa Coleman, Vanity und Wendy Melvoin zu hören. Der spirituell angehauchte Liedtext soll Menschen ermutigen, ihre Segnungen zu zählen und dankbar für das zu sein, was sie haben. Im Jahr 2008 nahm Prince eine Version auf, die er ausschließlich auf einer akustischen Gitarre spielt. Diese wurde von The Prince Estate („Der Prince-Nachlass“) als Free (Acoustic Version), stilisiert als FR33 (Acoustic), am 6. Juni 2025 als digitale Single veröffentlicht. New York City, 2005

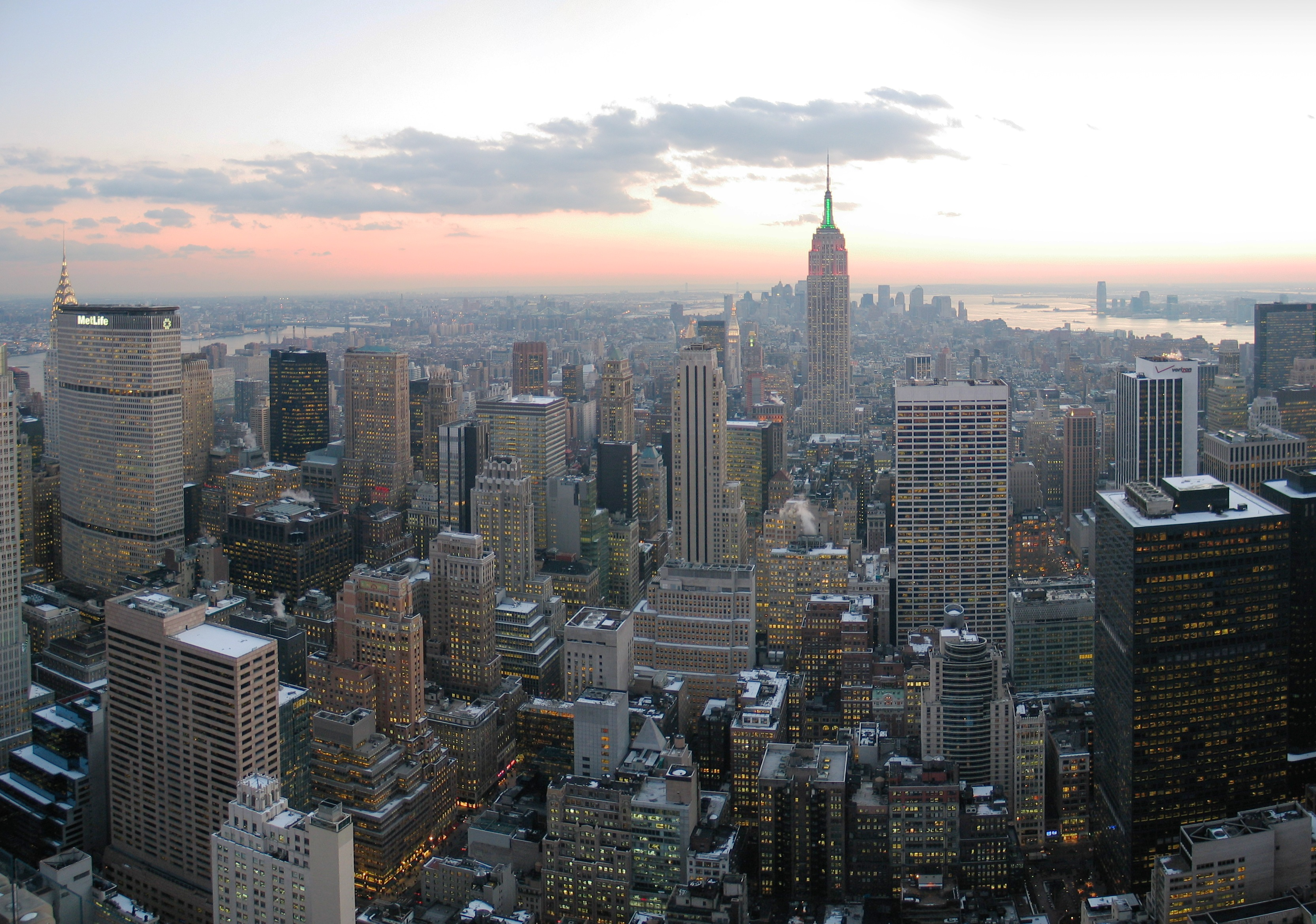
New York City, 2005

9. Lady Cab Driver
Das Stück ist aus dem Genre elektronische Tanzmusik und im Gegensatz zu den anderen Albumsongs benutze Prince kein Linn LM-1, sondern spielte herkömmliches Schlagzeugspiel. Mittels Soundeffekte fügte er am Anfang und Ende Straßenverkehrslärm ein. Die Backing Vocals übernahm Jill Jones, die in den Liner Notes als „J. J.“ erwähnt ist. Der Liedtext handelt von Prince beim Sex mit einer Taxifahrerin.[6][20]
10. All the Critics Love U in New York
Das monotone Stück aus dem Genre elektronische Tanzmusik beschreibt im Liedtext, wie tolerant die Stadt New York City ist. Den Liedtext trägt Prince vorwiegend in einer Art Sprechgesang vor und vertritt folgende Meinung: man kann in New York tanzen wie man möchte, sich kleiden wie man will und sich die Haare abschneiden – „alle Kritiker lieben dich in New York“. Ab 2002 änderte er bei Liveauftritten des Songs den Ortsnamen „New York“ in der Regel in die Stadt oder in das Land, wo er jeweils spielte, wie beispielsweise „All the Critics Love U in London“.
11. International Lover
Der letzte Albumsong ist eine R&B-Ballade, die Prince vorwiegend im Falsett singt. Zu Beginn fragt er „Darf ich diesen Tanz haben?“ Im Liedtext konstruierte er eine Geschichte, in der er als „internationaler Lover“ einen Piloten eines Flugzeugs namens „Verführung 747“ verkörpert. An Bord ist jedoch nur die Frau, die er attraktiv findet und das Flugzeug „ist mit allem ausgestattet, was dein Körper begehrt“. Sollte es aus irgendeinem „Grund zu einem Druckabfall in der Kabine kommen, werde ich mich automatisch absenken, um mehr Druck aufzubringen, um den Fluss der Erregung zu aktivieren“. Im Falle „einer Übererregung kann dein Sitzkissen als Schwimmhilfe benutzt werden“, singt Prince. Am Ende des Songs bedankt er sich bei der Frau, dass sie „Prince International geflogen ist“.

### Die B-Seiten
1. How Come U Don’t Call Me Anymore?
Die R&B-Klavierballade dient als B-Seite von der im September 1982 veröffentlichten Single 1999. Der Song entwickelt sich um eine sich wiederholende Vier-Akkord-Progression, ergänzt durch einen kurzen Refrain. Prince’ mehrspuriger Gesangsharmonie-Refrain wirkt zuweilen Gospel-artig. Im Liedtext schildert er eine für ihn typische Geschichte, in der er von einer Frau verlassen wird, die er noch liebt. Prince ist sich keiner Schuld bewusst und aus seiner Sicht passten beide perfekt zusammen, was seine Situation noch ungerechter macht. Gegen Ende des Songs kniet er nieder und fleht sie an, zurückzukommen, was er mit klagenden Kommentaren wie „Warum um Himmels Willen kannst du nicht einfach ans Telefon gehen?“ und „Es kostet nur einen lausigen Cent“ macht.[24]
2. Horny Toad
Der Track ist als B-Seite von der im August 1983 ausgekoppelten Single Delirious platziert. Horny Toad ist eine lebhafte Rock-’n’-Roll-Nummer mit Rockabilly-Einschlag. Der Song konzentriert sich auf eine Synthesizer-Leadline und basiert auf einer Standard-Drei-Akkord-Blues-Progression, wobei Prince die Synthesizer-Leadline von seinem damals noch unveröffentlichten Stück You’re All I Want entnahm, das auf 1999 Super Deluxe (2019) zu finden ist. Horny Toad ist ein Wortspiel mit dem Wort „Horned Toad“, einer Krötenechsenart mit einem hornartigen Fortsatz auf dem Kopf. Prince bezeichnet sich im Liedtext selbst als „Horny Toad“ und ist in eine Frau verliebt. Er will ihren „Körper reiben, bis du anfängst zu bluten“. Am Ende rät er seiner Geliebten, sie soll ihrem Freund sagen, dass sie von nun an „auf einem Seerosenblatt mit einer geilen Kröte leben“ werde.[24]
3. Irresistible Bitch
Die B-Seite von der im November 1983 veröffentlichten Single Let’s Pretend We’re Married ist ein karg arrangierter Funk-Song. Das Stück bleibt bei einem Grundakkord, aber eine von Prince eingefügte Bridge im James-Brown-Stil sorgt für Abwechslung. Zudem fügte er subtile Synthesizer-Verzierungen und einen Glockenton hinzu, doch vor allem beruht der Song auf seinem rhythmischen Bassspiel. Die Basslinie hat Prince vom Song Cloreen Bacon Skin übernommen, den er im März 1983 mit Morris Day aufnahm und 1998 auf seinem Album Crystal Ball herausbrachte. Im Liedtext von Irresistible Bitch zählt Prince verschiedene Missetaten seiner „ungerechten“ Freundin auf, die sie ihm antut. Er ist aber in sie so verliebt ist, dass er immer alles mitmacht, was sie sagt. Die Backing Vocals übernahmen Lisa Coleman und Wendy Melvoin.[24]

## Titelliste und Veröffentlichungen
| 1                            | 1999                                      | 6:18 |
| 2                            | Little Red Corvette                       | 4:55 |
| 3                            | Delirious                                 | 3:58 |
| 4                            | Let’s Pretend We’re Married               | 7:21 |
| 5                            | D.M.S.R.                                  | 8:16 |
| 6                            | Automatic                                 | 9:28 |
| 7                            | Something in the Water (Does Not Compute) | 4:01 |
| 8                            | Free                                      | 5:06 |
| 9                            | Lady Cab Driver                           | 8:18 |
| 10                           | All the Critics Love U in New York        | 5:58 |
| 11                           | International Lover                       | 6:37 |
| Spieldauer: 70:33            |                                           |      |
| Autor aller Songs ist Prince |                                           |      |

1999 wurde am 27. Oktober 1982 in den USA veröffentlicht. Das Album erschien mit elf Songs auf MC und als Doppel-LP auf Schallplatte. Am 4. März 1983 erschien es außerhalb der USA auch als einzelne Schallplatte mit sieben Songs, wobei die vier Stücke All the Critics Love U in New York, Automatic, D.M.S.R. und International Lover gestrichen wurden. Die ersten Ausgaben auf CD enthalten nicht D.M.S.R., spätere CD-Pressungen sind aber mit allen elf Songs ausgestattet, genau wie die Download-Version. Am 29. November 2019 veröffentlichten NPG Records und Warner Bros. Records mit 1999 Super Deluxe eine überarbeitete Version des Originalalbums.

### Singles
Von dem Album wurden fünf Singles ausgekoppelt. Das Titelstück 1999 erschien am 24. September 1982 als Edit-Version, die auf 3:36 Minuten gekürzt ist. Die B-Seite How Come U Don’t Call Me Anymore? war zuvor unveröffentlicht. Die Single Little Red Corvette wurde am 9. Februar 1983 ausgekoppelt und ist 3:08 Minuten lang, als B-Seite dient All the Critics Love U in New York, die auf 3:15 Minuten gekürzt ist.
Delirious wurde am 17. August 1983 als dritte Single veröffentlicht, erschien aber nicht weltweit. Der Song ist ebenfalls in einer gekürzten Edit-Version mit einer Länge von 2:56 Minuten zu hören, als B-Seite ist das zuvor unveröffentlichte Stück Horny Toad vorhanden. Die nur in Australien ausgekoppelte Singleversion von Automatic ist auf 3:38 Minuten gekürzt und erschien ebenfalls im August 1983, Something in the Water (Does Not Compute) ist als B-Seite platziert. Let’s Pretend We’re Married erschien am 23. November 1983 und die Singleversion ist auf 3:40 Minuten gekürzt. Irresistible Bitch ist der dritte Song, der zuvor unveröffentlicht war und als B-Seite einer Single dient. Let’s Pretend We’re Married wurde nicht weltweit ausgekoppelt.
Außerdem erschien im Sommer 1983 in ausschließlich England D.M.S.R. als Promo-Maxi-Single. Sowohl auf der A-Seite als auch auf der B-Seite ist der Song in der Albumversion zu hören.

### Musikvideos

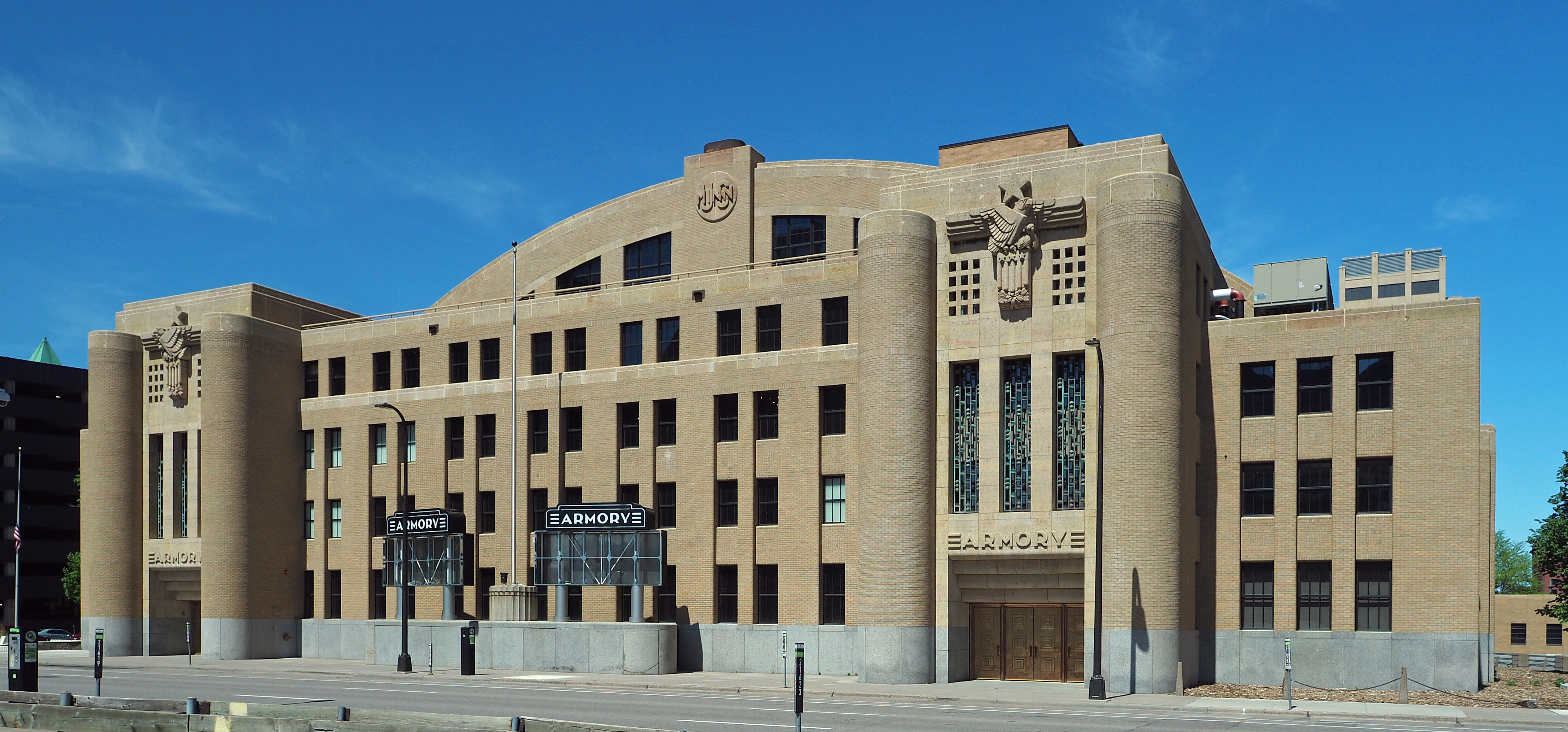
Die Minneapolis Armory (2018), in der Prince drei Musikvideos produzierte

Prince veröffentlichte mit 1999, Automatic, Let’s Pretend We’re Married und Little Red Corvette vier Musikvideos zu Songs des Albums. Die drei Videos zu 1999, Automatic und Let’s Pretend We’re Married wurden Anfang November 1982 im Minneapolis Armory in Minneapolis gedreht und zeigen Prince, wie er die Songs mit seiner Begleitband auf einer Bühne vorträgt. Im Video zu 1999 und Automatic ist Jill Jones mit blonden Haaren zu sehen, und 1999 war im Dezember 1982 eines der ersten Musikvideos eines schwarzen Künstlers, das auf dem Musiksender MTV gezeigt wurde. Das Musikvideo zu Automatic ist 8:22 Minuten lang und endet mit einer Bondage-Szene zwischen Prince, Lisa Coleman und Jill Jones. Regisseur der drei Videos war Bruce Gowers.
Das Musikvideo zu Little Red Corvette wurde am 19. Februar 1983 in der Mehrzweckhalle Jacksonville Coliseum in Jacksonville in Lakeland in Florida gedreht und zeigt, wie Prince den Song mit seiner Begleitband im Playback-Gesang vorträgt; noch am selben Abend absolvierte er dort ein Konzert im Rahmen seiner 1999-Tour. Lisa Coleman erinnerte sich: „Wir waren auf Tour, als Little Red Corvette im Radio gut ankam, also haben wir ein Video reingequetscht.“ Die Choreographie habe sich Prince selbst ausgedacht. Regisseur Bryan Greenberg (* 1950) wurde aus Los Angeles nach Jacksonville – die Entfernung beträgt ungefähr 3.500 km – eingeflogen, was Warner Bros. Records arrangierte. Das Budget für das Video betrug nur 20.000 US-Dollar (damals ungefähr 51.000 DM) und die Szene, in der Prince im Video einen Spagat macht, wurde erst beim dritten Mal aufgenommen. Produzentin des Videos war Beth Broday, die angewiesen wurde, Prince nicht anzusprechen. Trotzdem „ging ich zu ihm und sagte: ‘Mir wurde gesagt, dass ich nicht mit Ihnen sprechen darf, aber so kann ich nicht arbeiten. Ich muss mit Ihnen kommunizieren, sonst wird das nichts, okay?’ Und er sagte: ‘Okay’. Das war alles, was er gesagt hat, aber wenigstens war es etwas“, erzählte sie nach Prince’ Tod. Am selben Tag wurde im Jacksonville Coliseum auch die Party-Szene im Musikvideo zu Drive Me Wild von Vanity 6 gedreht. Zur Singleauskopplung Delirious existiert kein Musikvideo.

### Coverversionen
Diverse Musiker nahmen Coverversionen von Songs des Albums 1999 auf, wobei das Titelstück am häufigsten neu interpretiert wurde. Beispielsweise wurde 1999 von Big Audio Dynamite (1990), Gary Numan (1992), Bif Naked (1999), Matthew Good (1999) und Party Animals (2005) neu eingespielt. Little Red Corvette wurde unter anderem von Sandra Bernhard (1989), Bob Belden (1993), Paul Kelly (2001), Jeanne Added (2011) und dem Vitamin String Quartet (2023) gecovert. Zudem interpretierte das Royal Philharmonic Orchestra im Jahr 1995 sowohl 1999 als auch Little Red Corvette. Den Song Let’s Pretend We’re Married spielten Tina Turner (1983), School of Fish (1991), Self (1997) und die Frankfurt City Blues Band (2001) neu ein. Delirious nahm Jazzmusiker David Helbock (2012) neu auf.
Die B-Seiten How Come U Don’t Call Me Anymore? und Irresistible Bitch wurden ebenfalls gecovert; How Come U Don’t Call Me Anymore? nahmen Stephanie Mills (1983), Joshua Redman (1998), Alicia Keys (2001), Bilal (2001), Soulounge feat. Roger Cicero (2004), Danielle Nicole (2018) sowie Scary Pockets & Hunter Elizabeth feat. Joe Bonamassa (2022) neu auf. Irresistible Bitch wurde von Mellow Man Ace (1999) interpretiert.

## Mitwirkende

### Musiker
Alle Songs wurden von Prince arrangiert, komponiert, produziert und vorgetragen. Zudem spielte er alle Musikinstrumente selbst ein, wobei folgende Personen die Aufnahmen ergänzten:
- Brown Mark – Backing Vocals und Handclaps in D.M.S.R.
- Carol McGovney – Backing Vocals und Handclaps in D.M.S.R.
- Dez Dickerson – Backing Vocals und Gitarrensoli in Little Red Corvette; Co-Leadgesang in 1999
- Jamie Shoop – Backing Vocals und Handclaps in D.M.S.R.
- Jill Jones – Backing Vocals in Automatic, Free, Lady Cab Driver; Co-Leadsängerin in 1999
- Lisa Coleman – Backing Vocals in 1999, Automatic, D.M.S.R., Delirious, Free, Little Red Corvette
- Peggy McCreary – Backing Vocals und Handclaps in D.M.S.R.
- „Poochie and the Count“ – Backing Vocals und Handclaps in D.M.S.R.
- Vanity – Backing Vocals in Free
- Wendy Melvoin – Backing Vocals in Free

### Technisches Personal
- Prince – Mixing
- Bernie Grundman – Mastering
- Don Batts – Toningenieur-Assistenz
- Peggy McCreary – Toningenieurin
- Persönliches Management von Prince – Bob Cavallo, Joe Ruffalo, Steve Fargnoli

## Tournee
Die 1999-Tour begann am 11. November 1982 im Soldiers and Sailors Memorial Auditorium in Chattanooga in Tennessee und endete am 10. April 1983 im UIC Pavilion in Chicago in Illinois. Die Tournee fand ausschließlich in den USA statt, umfasste 88 Konzerte und spielte zehn Millionen US-Dollar ein. Das Motto einiger Konzerte lautete „The Triple Threat“ („Die dreifache Bedrohung“), weil neben Prince als Hauptact auch seine Nebenprojekte Vanity 6 und The Time als Vorgruppe auftraten, wobei Vanity 6 für zirka 20 Minuten und The Time für zirka 40 Minuten spielte. Anschließend folgte Prince als Headliner für 60 bis 75 Minuten. Seine Begleitband bestand aus folgenden sechs Mitgliedern:
- Bobby Z. (* 9. Januar 1956 als Robert B. Rivkin in St. Louis Park, Metropolregion Minneapolis-Saint Paul) – Schlagzeug
- Brown Mark (* 8. März 1962 als Mark Brown in Minneapolis, Minnesota) – Backing Vocals, E-Bass
- Dez Dickerson (* 7. August 1955 als Desmond D’andrea Dickerson in Minneapolis, Minnesota) – Backing Vocals, Gitarre
- Dr. Fink (* 8. Februar 1957 als Matthew Robert Fink in St. Louis Park, Metropolregion Minneapolis-Saint Paul) – Backing Vocals, Keyboard
- Jill Jones (* 11. Juli 1962 in Lebanon, Ohio) – Backing Vocals bei der Vorgruppe Vanity 6 und Gastsängerin bei dem Song 1999
- Lisa Coleman (* 17. August 1960 in Los Angeles, Kalifornien) – Backing Vocals, Keyboard

Bobby Z., Brown Mark, Dr. Fink und Lisa Coleman waren von 1983 bis 1986 auch Mitglieder in The Revolution.
Den Song Little Red Corvette nahm Prince erst im Jahr 1983 in die Setlist auf, nachdem dieser ab Februar in der US-Singlehitparade erfolgreich war. Die Singleauskopplung Delirious spielte er bei der 1999-Tour dagegen nur sporadisch.
Ab 1983 traten während der Tournee Spannungen zwischen Prince und den Bandmitgliedern auf; Gitarrist Dez Dickerson war bei einigen Soundchecks nicht anwesend und The Time trat seltener als Vorgruppe bei der 1999-Tour auf – eine offizielle Erklärung gab es dazu nicht. Zudem kam es zwischen Prince und der Band Vanity 6 zu Spannungen. Außerdem ließ er sich zunehmend von seinem persönlichen Bodyguard Charles Huntsberry (* 11. März 1941; † 2. April 1990) – Spitzname „Big Chick“ – gegenüber The Time und Vanity 6 abschirmen.

## Rezensionen
Im Jahr 1982 gab Prince lediglich ein Interview, um Musikpromotion für das Album 1999 zu machen. Dieses Interview erschien am 21. November in der Los Angeles Times und wurde von Robert Hillburn (* 1939) geführt. Prince präsentierte sich sehr wortkarg, nutzte aber die Gelegenheit, um auf einige Gerüchte einzugehen, die damals in der Öffentlichkeit über ihn kursierten. Unter anderem sagte er: „Erstens: Mein Name ist Prince“ und hob hervor, den Namen „nicht ausgedacht“ zu haben. „Zweitens: Ich bin nicht schwul. Und drittens: Ich bin nicht Jamie Starr“. Interviews gab Prince erst wieder im Jahr 1985.
Musikkritiker bewerteten das Doppelalbum sehr positiv und die Website AOTY (Album of the Year) errechnete eine Durchschnittsbewertung von 92 %, basierend auf acht Rezensionen englischsprachiger Medien.
Maura Johnston von Pitchfork Media zeigte sich begeistert und gab mit zehn Punkten die Höchstanzahl. Sie meinte, 1999 sei „das beste Album, das je über das Feiern als Weg in die Vergessenheit gemacht“ worden sei. Auf dem Höhepunkt des Kalten Krieges habe sich die Welt „plötzlich ein wenig wärmer“ angefühlt. Bis auf International Lover ging sie auf alle Songs ein und hob diese sowohl musikalisch als auch textlich und gesanglich lobend hervor. Insgesamt klinge das Album „wie ein Meilenstein“.
Stephen Thomas Erlewine von AllMusic gab mit fünf Sternen ebenfalls die Höchstanzahl und schrieb, Prince habe ein Computer-Funk dominiertes Album konstruiert, wobei sich sein Songwriting „sprunghaft verbesserte“. Das Titelstück feiere „die Apokalypse mit einem P-Funk-Groove, der viel tighter ist als alles, was George Clinton je gemacht“ habe. Little Red Corvette sei „purer Pop“ und Delirious bringe Rockabilly-Riffs ins Computerzeitalter. Nach diesen drei Songs werfe Prince dann „alle Regeln über den Haufen“ – Let’s Pretend We’re Married bezeichnete Erlewine als „anzüglicher, ausgedehnter Lustbrief“, Free als eine elegische Hymne, All the Critics Love U in New York als „bösartiger Angriff auf Hipster“ und Lady Cab Driver sei mit seiner „berüchtigten Bridge“ der Höhepunkt von Prince’ sexuellen Fantasien. Letztendlich sei das Album „eine atemberaubende Zurschaustellung“, zog Erlewine als Fazit.

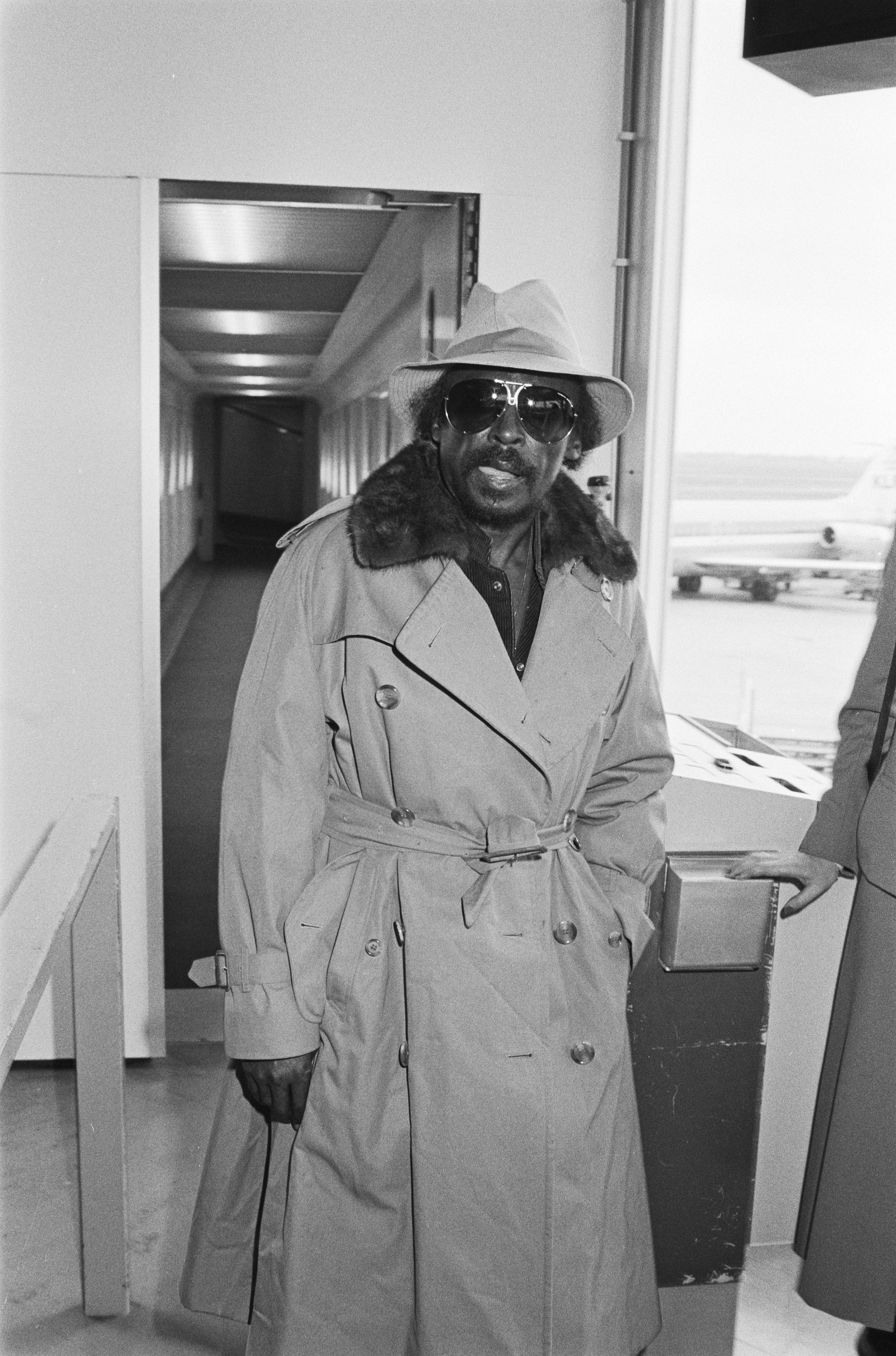
Miles Davis (1984) war von Prince’ Musik beeindruckt

Martin Keller von der Chicago Sun-Times verteilte mit vier Sternen die Höchstanzahl und mutmaßte: „Bedenkt man, dass Prince das Zeug zu einem der größten Stars in der Musikgeschichte hat, so scheint er noch auf dem Weg nach oben zu sein“.
Michael Hill vom US-Musikmagazin Rolling Stone gab mit viereinhalb von fünf Sternen fast die Höchstanzahl. Prince schaffe „den Energielevel der Songs stets aufrechtzuerhalten und zudem einfallsreiche Schockmomente und Überraschungen einzubauen.“ Außerdem sei „nach Disko, Punk und New Wave endlich wieder scharfer Stoff“ zu hören.
Die beiden Musikkritiker David Wilson und John Alroy verteilten vier von fünf Sternen. Auf dem Album verzichte Prince auf „schwere Gitarren“ und konzentriere sich auf „Post-Disco-Dance-Songs“ wie im Titelstück, Delirious und Let’s Pretend We’re Married sowie in den Balladen International Lover und Little Red Corvette. Zwar existiere auf dem Album „nicht viel stilistische Abwechslung, aber die Melodien sind großartig, der Gesang gehört zu seinen besten überhaupt und die Produktion“ sorge dafür, dass „die Sache nicht ins Stocken“ gerate; beispielsweise solle man Prince’ Gitarrensolo in Automatic anhören oder darauf achten, wie er in Lady Cab Driver „alle ihm zur Verfügung stehenden Tricks“ ausreize. Mit knapp über 70 Minuten Spieldauer biete 1999 als Doppelalbum auf Schallplatte „kein unglaubliches Preis-Leistungs-Verhältnis“, aber auf einer CD „ist es ein Muss“, meinten Alroy und Wilson.
Miles Davis schrieb in seiner Autobiografie (1990) über Prince’ Musik, dass diese „die aufregendste“ gewesen sei, die er im Jahr 1982 gehört habe.

## Kommerzieller Erfolg

### Chartplatzierungen
| ChartsChartplatzierungen       | Höchstplatzierung | Wochen |
| ------------------------------ | ----------------- | ------ |
| Deutschland (GfK)              | 37 (1 Wo.)        | 1      |
| Österreich (Ö3)                | 72 (1 Wo.)        | 1      |
| Schweiz (IFPI)                 | 26 (4 Wo.)        | 4      |
| Vereinigtes Königreich (OCC)   | 28 (26 Wo.)       | 26     |
| Vereinigte Staaten (Billboard) | 7 (163 Wo.)       | 163    |

| ChartsJahrescharts (1983)      | Platzierung |
| ------------------------------ | ----------- |
| Vereinigte Staaten (Billboard) | 5           |

| ChartsJahrescharts (1984)      | Platzierung |
| ------------------------------ | ----------- |
| Vereinigte Staaten (Billboard) | 22          |

| ChartsJahrescharts (1985)      | Platzierung |
| ------------------------------ | ----------- |
| Vereinigte Staaten (Billboard) | 95          |

| ChartsJahrescharts (2016)      | Platzierung |
| ------------------------------ | ----------- |
| Vereinigte Staaten (Billboard) | 200         |

Die Höchstplatzierung im Vereinigten Königreich und in den USA erzielte das Album im Mai 2016 nach Prince’ Tod, die in Deutschland, Österreich und in der Schweiz resultieren aus dem Dezember 2019 durch die überarbeitete Version von 1999 Super Deluxe, weil diese Verkaufszahlen zum Originalalbum addiert wurden.
| Jahr | Titel                       | Höchstplatzierung, Gesamtwochen, AuszeichnungChartplatzierungen (Jahr, Titel, , Platzierungen, Wochen, Auszeichnungen, Anmerkungen) | Höchstplatzierung, Gesamtwochen, AuszeichnungChartplatzierungen (Jahr, Titel, , Platzierungen, Wochen, Auszeichnungen, Anmerkungen) | Höchstplatzierung, Gesamtwochen, AuszeichnungChartplatzierungen (Jahr, Titel, , Platzierungen, Wochen, Auszeichnungen, Anmerkungen) | Höchstplatzierung, Gesamtwochen, AuszeichnungChartplatzierungen (Jahr, Titel, , Platzierungen, Wochen, Auszeichnungen, Anmerkungen) | Höchstplatzierung, Gesamtwochen, AuszeichnungChartplatzierungen (Jahr, Titel, , Platzierungen, Wochen, Auszeichnungen, Anmerkungen) | Anmerkungen                                          |
| Jahr | Titel                       | DE | AT | CH | UK | US | Anmerkungen                                          |
| ---- | --------------------------- | --- | --- | --- | --- | --- | ---------------------------------------------------- |
| 1982 | 1999                        | — | — | — | UK25 Gold · (8 Wo.)UK | US44 (12 Wo.)US | UK: 27. Mai 2022: Gold (+ 400.000)                   |
| 1983 | Little Red Corvette         | — | — | — | UK54 Silber · (11 Wo.)UK | US6 (22 Wo.)US | UK: 1. Juli 2022: Silber (+ 200.000)                 |
| 1983 | 1999                        | — | — | — | — | US12 (15 Wo.)US | Wiedereinstieg am 4. Juni 1983                       |
| 1983 | Delirious                   | — | — | — | UKn.v.UK | US8 (18 Wo.)US | Nicht weltweit ausgekoppelt                          |
| 1983 | Automatic                   | DEn.v.DE | ATn.v.AT | CHn.v.CH | UKn.v.UK | USn.v.US | Nur in Australien ausgekoppelt, aber nicht platziert |
| 1983 | Let’s Pretend We’re Married | DEn.v.DE | ATn.v.AT | CHn.v.CH | UKn.v.UK | US52 (10 Wo.)US | Nicht weltweit ausgekoppelt                          |
| 1984 | 1999 / Little Red Corvette  | — | — | — | UK2 (11 Wo.)UK | USn.v.US | Wiederveröffentlichung als Doppel-A-Seite            |
| 1998 | 1999 (Album Version)        | DE86 (4 Wo.)DE | — | — | UK10 (9 Wo.)UK | US40 (1 Wo.)US | Wiederveröffentlichung als CD-Single                 |
| 2016 | 1999                        | DE75 (1 Wo.)DE | — | — | UK49 (1 Wo.)UK | US27 (2 Wo.)US | Wiedereinstieg postum am 29. April 2016              |
| 2016 | Little Red Corvette         | — | — | — | UK70 (1 Wo.)UK | US20 (2 Wo.)US | Wiedereinstieg postum am 29. April 2016              |

In den USA wurde 1999 im September 1982 als Vorabsingle ausgekoppelt und erreichte zunächst Platz 44. Am 30. April 1983 konnte Prince mit der zweiten Singleauskopplung Little Red Corvette seinen ersten Top-Ten-Hit in seiner Karriere in den USA verzeichnen. Durch diesen Erfolg kehrte 1999 in die Charts zurück und erreichte Platz zwölf.

### Auszeichnungen für Musikverkäufe
| Land/Region                  | Auszeichnungen für Musikverkäufe (Land/Region, Auszeichnung, Verkäufe) | Verkäufe  |
| ---------------------------- | ---------------------------------------------------------------------- | --------- |
| Kanada (MC)                  | Gold                                                                   | 50.000    |
| Neuseeland (RMNZ)            | Gold                                                                   | 10.000    |
| Vereinigte Staaten (RIAA)    | 4× Platin                                                              | 4.000.000 |
| Vereinigtes Königreich (BPI) | Platin                                                                 | 300.000   |
| Insgesamt                    | 2× Gold · 5× Platin ·                                                  | 4.360.000 |

Hauptartikel: Prince/Auszeichnungen für Musikverkäufe

## Preise
Prince wurde für die 1999-Ära mit folgenden Auszeichnungen und Preisen geehrt:

### Rolling Stone
3. März 1983: Musikkritiker vom US-Musikmagazin Rolling Stone wählten ihn als „Artist of 1982“. Im Jahr 2020 erstellte das Musikmagazin eine Liste von Die 500 besten Alben aller Zeiten, in der 1999 auf Platz 130 rangiert. 2021 wählte der Rolling Stone den Song 1999 auf Platz 339 und Little Red Corvette auf Platz 360 von Die 500 besten Songs aller Zeiten.

### Minnesota Music Awards
16. Mai 1983: Gewinner in den vier Kategorien „Male Vocalist“, „Musician of the Year“, „Band of the Year“ und „Record Producer“. Zudem wurde 1999 als „Album of the Year“ und Little Red Corvette als „45 or EP of the Year“ ausgezeichnet.
21. Mai 1984: Ein Jahr später gewann Prince erneut in der Kategorie „Record Producer“. Zudem wurde er als „Bester Songwriter“ ausgezeichnet und in die Minnesota Music Hall of Fame aufgenommen.

### Grammy-Nominierung
28. Februar 1984: Prince wurde bei den Grammy Awards 1984 zum ersten Mal für einen Grammy nominiert, und zwar in den folgenden zwei Kategorien; das Album in der Kategorie „Best Male Pop Vocal Performance“ und der Song International Lover in der Kategorie „Best Male R&B Vocal Performance“. Doch in beiden Kategorien gewann Prince nicht.
Die Neuauflage 1999 Super Deluxe wurde bei den Grammy Awards 2021 in der Kategorie „Best Historical Album“ nominiert, gewann aber ebenfalls nicht.

### Grammy Hall of Fame
10. Februar 2008: Aufnahme des Albums 1999 in die Grammy Hall of Fame.